# Поклич мене в далечінь світлу
«Поклич мене в далечінь світлу» (рос. «Позови меня в даль светлую») — радянський художній фільм 1977 року, знятий за однойменною кіноповістю Василя Шукшина.

## Сюжет
У центрі кіноповісті — самотня молода жінка Груша Веселова. Чоловік залишив її з сином, бо йому заважали пити. Але у Груші є старший брат, який переживає, дивлячись на сестру, що має повне право на щасливе життя. Одного разу він привів до неї давнього друга, який давно вже пережив пристрасть до горілки і став нормальним, досить позитивним і благополучною людиною…

## У ролях
- Лідія Федосеєва-Шукшина —  Агрипина Гнатівна Веселова, Груша
- Станіслав Любшин —  Володимир Миколайович, ревізор
- Михайло Ульянов —  Микола Гнатович Веселов, брат Груші
- Людмила Скударева —  Оля, донька Миколи Веселова
- Іван Рижов —  дід Сава
- Володимир Науменко —  Вітька, син Груші
- Олег Новіков —  Юрка, друг Віті, квартирант діда Сави
- Микола Бріллінг —  Кузьма Єгорович
- Петро Любешкін —  Федір Федорович, сусід Миколи Веселова, учитель
- Володимир Суворов —  В'ячеслав Олександрович, кандидат наук, гість в ресторані
- Наталія Назарова —  Наташа, гостя в ресторані
- Тетяна Гаврилова —  гостя в ресторані
- Лариса Цесляк —  епізод
- Лідія Драновська —  гостя в ресторані
- Олексій Ванін —  Олексій, гість в ресторані
- Марія Виноградова —  гостя в ресторані

## Знімальна група
- Режисери:  Герман Лавров,  Станіслав Любшин
- Сценарист:  Василь Шукшин
- Оператори-постановники:  Юрій Авдєєв,  Володимир Фрідкін
- Композитор:  Юрій Буцко
- Художник-постановник:  Володимир Аронін